# Колбер (крайцер, 1956)
Колбер (на френски: Colbert (C611) е крайцер на ВМС на Франция. Получава името си в чест на френския държавник Жан-Батист Колбер. Заложен е като втори кораб на серията „Де Грас“, типични леки крайцери, завършен е като ПВО крайцер, въоръжен с универсална артилерия. В периода 1970 – 1972 г. преминава радикална модернизация, и в резултат на нея става ракетен крайцер. След изваждането си от бойния състав на флота, от 1993 г. до 2007 г. е кораб музей в Бордо. През 2010 г. е разкомплектован за скрап.